# Oskar Hamann
Oskar Hamann (* 8. November 1928) ist ein deutscher Glasgestalter.

## Leben und Werk
Hamann studierte an der Fachschule für angewandte Kunst Magdeburg Künstlerische Glasgestaltung. Danach arbeitet er in Magdeburg als freischaffender Glasgestalter. Dort gründete er mit seinen Kommilitonen Reginald Richter und Richard O. Wilhelm im September 1954 das Kollektiv der Magdeburger Glasgestalter, das ab 1956 als Werkgenossenschaft Glasgestaltung Magdeburg und von 1972 bis zur Schließung 2000 als Kollegium Bildender Künstler Glasgestaltung Magdeburg firmierte. Erste Aufträge erhielten sie für Objekte in Magdeburg und Berlin und den Neubau der Schiffbautechnischen Fakultät an der Universität Rostock. Ihre Arbeit gab der Anwendung von Glas in der baubezogenen Kunst der DDR wichtige Impulse. Das Kollegium erhielt insbesondere Aufträge von staatlichen und kirchlichen Institutionen aus der ganzen DDR, darunter für repräsentative Projekte.
Wilhelm schrieb dazu: „Wir wussten, dass nicht die angenehmen, inhaltlich und formal leichter zu bewältigenden Farbglasfenster und sonstigen schmückenden Glasflächen des gehobenen privaten Bedarfs dominieren, sondern ein größerer Auftraggeber, die Gesellschaft und ihr sozialistischer Staat, die Anforderungen bestimmen würden … Jedes schöpferische Mitglied unserer Werkgenossenschaft trägt persönliche Verantwortung für die besondere, von ihm übernommene Aufgabe.“
Hamann war Mitglied des Verbands Bildender Künstler der DDR. 1970 erhielt er den Kunstpreis der DDR.
Er war mit der Glasgestalterin Marga Hamann (* 1930) verheiratet.

## Werke (Auswahl)
- Entwicklung der Glasmacherkunst (1968, vier Fensterverglasungen mit je sieben Scheiben; Weißwasser, vormalige Fallada-Schule; mit Marga Hamann)[2]
- Glaswand und -Fenster (Eingangstür-Bereich des Gemeindehauses der Neuapostolischen Kirche, Magdeburg, Leipziger Straße 52)[3]
- Glasbetonfenster mit floralen Motiven (1978, ca. 4,80 × 11,30 m; Magdeburg, damalige Wohngebietsgaststätte Bördenstuben.)[4]
- Fenstergestaltung (1979, variabel einsetzbare Glaselemente 10 cm² Berlin, Neubau des Bereichs Speiseversorgung der Charité)[5]
- Natur und Technik (1983, Glasmosaik am Vordereingang der Mensa der Universität Magdeburg; mit Marga Hamann)[6]

## Ausstellungen (unvollständig)
- 1974, 1979 und 1984: Magdeburg, Bezirkskunstausstellungen
- 1977/1978: Dresden, VIII. Kunstausstellung der DDR
- 1982: Fürstenwalde, Altes Rathaus („Miniatur in der bildenden Kunst der DDR“)